# David Levithan
David Levithan, född 1972 i New Jersey, är en amerikansk författare bosatt i New York.
Levithan skriver främst ungdomsböcker och debuterade 2003 med boken Ibland bara måste man. Han har sedan dess bland annat blivit uppmärksammad för boken Nick och Norahs oändliga låtlista (2006) som även blivit filmatiserad. Boken skrevs tillsammans med Rachel Cohn med vilken Levithan även skrivit ytterligare två böcker. Han har även skrivit en bok tillsammans med John Green kallad Den andre Will Grayson (2010). 
Levithan behandlar ofta ämnen som innefattar ungdomar, kärlek, homosexualitet och böckerna utspelas oftast i New York. Hans första bok för en vuxen publik kom ut 2011 under namnet Liten parlör för älskande.
Levithan är även förläggare på PUSH, ett bokförlag med litteratur för och av unga, och han håller kurser i ungdomslitteratur.

### Med andra författare
- 2006 – Nick & Norahs oändliga låtlista (Nick & Norah's infinite playlist) (översättning Hanna Larsson, X Publishing, 2009) tillsammans med Rachel Cohn
- 2007 – Naomi & Elys kyssförbudslista (Naomi and Ely's no kiss list) (översättning Nina Östlund, X Publishing, 2010) tillsammans med Rachel Cohn
- 2008 – Likely Story tillsammans med David Ozanich och Chris Van Etten
- 2008 – All That Glitters tillsammans med David Ozanich och Chris Van Etten
- 2009 – Red Carpet Riot tillsammans med David Ozanich och Chris Van Etten
- 2010 – Den andre Will Grayson (Will Grayson, Will Grayson) (översättning Titti Persson, Rabén & Sjögren, 2011) tillsammans med John Green
- 2010 – Dash och Lilys utmaningsbok (Dash & Lily's book of dares) (översättning Helena Hansson, X Publishing, 2011) tillsammans med Rachel Cohn
- 2013 – Invisibility tillsammans med Andrea Cremer